# Woolungasaurus
Woolungasaurus là một chi thằn lằn cổ rắn, được Persson mô tả khoa học năm 1960.